# Thibaudia harmsiana
Thibaudia harmsiana är en ljungväxtart som beskrevs av Hørold. Thibaudia harmsiana ingår i släktet Thibaudia och familjen ljungväxter. Inga underarter finns listade i Catalogue of Life.